# 土着語
土着語（どちゃくご、土語、Indigenous language）はある地域に固有で先住民が話す言語である。土着語は必ずしも国語ではないが、例えばアイマラ語は土着語であると共にボリビアの公用語でもあり得る。また国語は必ずしもその国にとって土着語である訳ではない。
世界の多くの先住民は、先祖伝来の言語の世代間の通行を止めていて、その代わりに自分達の主要文化にアカルチュレーションの一環として国語を採用している。更に多くの先住民の言語は言語消滅の影響を受けている。傷つきやすさを認識しながら、国際連合は「先住民の言語の深刻な喪失と先住民の言語を保護し再活性化し促進する緊急の必要性に関心を持つ」2019年の国際先住民族言語年を宣言した。

## 言語消滅
自然災害や大量虐殺による話者社会全体の大量絶滅や言語の引き継ぎ手のいない高齢化社会、積極的に言語を一掃しようとする政策を計画する圧政的な言語政策など様々な理由で先住民の言語は失われてきている。1600年以降の北アメリカでは少なくとも52のアメリカ先住民諸語が失われている。加えてラテンアメリカには500を越える先住民集団があり、少なくとも20％が母語を失ったと見積もられている。世界の僻地の民族に属していたり簡単に接触できないためにその多くは記録されていないが今日7000以上の言語が世界に存在している可能性がある。一部の言語は消滅しようとしている。
357の言語が50人以下の人が話している一方で46の言語はたった一人しか話す人がいないことが知られている。稀な言語の方が共通の言語よりも減少の証拠を示しそうである。
1950年に使われていた言語の内75％が現在アメリカ合衆国やカナダ、オーストラリアで消滅するか消滅しかかっていることが分かった。同時にサハラ砂漠以南のアフリカの言語の10％未満が消滅しているか消滅しかかっている。全般の研究結果が「世界に現存する言語の19％は最早子供達が学んでいない」ことを示し、言語消滅の主要な原因である。僅かな言語が消滅の危機に直面しているが、消滅の深刻な危機にさらされた言語は特に話者が約330人以下が境になっていると見積もられていると言われている。少数の言語が話者が3万5000人以下と計算され、話者が3万5000人以上いるほぼ全ての言語は、全てがほぼ同じ比率で拡大することが分かっている。
オクラホマ州は開発国における言語消滅の例にとっての背景を与えている。州はアメリカ合衆国における先住民の言語の最高密度を誇っている。そこでは保護区に強制的に移住させられた他の地域からのネイティブ・アメリカンの民族の場合同様にこの地域で元々話されていた言語を含んでいる。アメリカ合衆国連邦政府は19世紀前半にユチ族をテネシー州からオクラホマ州に追いやった。20世紀前半まで殆どのユチ族はその言語を流暢に話した。当時学校を管理する政府は自分達の言語を話すのを盗み聞きされた先住民の生徒を厳しく罰した。殴打などの罰を避けるためにユチ族などの先住民の児童は英語の方を選んで先住民の言語を諦めた。
2005年には僅か5人の年長のユチ族が自身の言語を流暢に操っていた。この残る話者は学校に行く前にユチ語を流暢に話し、諦めさせようとする強い圧力にもかかわらずこの言語を守り続けてきた。
この状況はオクラホマ州に限らなかった。北西太平洋高原ではその地域から全面的にブリティッシュコロンビア州まで先住民の言語を話す人はいなくなった。
1855年に設置されたオレゴン州のシレツ保護区は絶滅の危機に瀕する言語トロワ語の故地であった。保護区では多くの言語を話す27の先住民族を擁している。意志疎通のために人々はピジン言語または混合言語であるチヌーク・ジャーゴンを採用した。チヌーク・ジャーゴンの使用と増大する英語の存在の狭間で先住民の言語を話す人の数は漸減した。
同様に先住民の言語消滅は北アメリカ以外でも見られる。オーストラリアの少なくとも250のアボリジニの言語の内で殆どが現在現存する言語が生き残る可能性が非常に低い中で消滅に向かっている。この減少の原因は、麻疹や天然痘の流行のような疫病の拡大や入植者に強制的に居住地を追い出されたり社会的・政治的・経済的隔離と排除にある。一部の研究者はある地域の生物多様性とある地域の言語学的多様性の類似点を示す用語である「生物言語学的多様性」における現象をオーストラリアの言語の消滅の原因としている。この現象は生息地への危険な捕食動物の導入や急激な変化による野生生物の絶滅を文化や社会、環境の変化や強制的な同化による先住民の言語の絶滅に被せている。
他のアメリカ先住民も官立学校や保護区を強制された。同じくキリスト教会に行くことや英語を話すことになることを意味する「文明化」をしなければ酷く扱われた。部族の信仰や言語を放棄せざるを得なかった。現在アメリカ先住民は失われた伝統の一部を取り戻そうとしている。学びたい人々と文化や物語、治療、踊り、音楽、リズム、レシピ、伝統を共有するパウワウに集まっている。
2008年1月にアラスカ州アンカレッジで友人や親族が共同体の愛された族長89歳のマリー・スミス・ジョーンズに最後の別れを告げようと集まった。「マリーへの別れと共にイヤック語を流暢に話した最後の人としてイヤック語への別れも告げている。」
概して言語の消滅に繋がり得る多くの原因がある。先住民の話者が全員死亡することは言語が完全に消滅する原因となり得る。この死亡の多くは、大量殺戮や戦争、飢饉、疾病の拡大の結果として植民地時代に起こった。加えて「生物言語学的多様性」の概念は言語消滅を巡る学術論争で広く見られる現象である。この概念は危険な環境変化による野生生物の絶滅と植民地主義による言語消滅の間に明らかな類似点があり、先住民の言語と文化の抹殺と交替を強制した。最後に限定的な言語政策は先住民の言語の消滅に影響し、世界各地の様々な地域に共通して行われた。教育環境における二言語教育と主要でない言語の使用は、オーストラリアやアメリカ合衆国、セルビア、東アフリカのように歴史的に地球の多くの地域で禁止されたままである。近年抑圧的な政策が戻ってきているものがあるが、始められた限定的な言語政策の影響は、既に悪影響を及ぼしている。

## 教育と保護
先住民と文化の保護は先住民の言語の保護次第である。国際連合先住民問題恒久フォーラムによると2週間毎に一つの先住民の言語が失われている。言語は新しい話者を得られれば健全とみなされ、子供が学んだり話すのを止めると危険になる。従って先住民の言語を早期の教育に組み込むことは先住民の言語が失われないようにする手助けになり得る。
世界の数百の先住民の言語が語彙や文法、読解、録画などの伝統的な手法で教えられている。
他の約6000言語は翻訳したものが広く知られた言語で入手できる宗教本のように他の目的で行われた録音を聞くことで一定程度習える。
先住民の言語を保護することを保証する国際連合が行う多くの試みがある。国際連合先住民の権利に関する宣言第13条、第14条、第16条は先住民社会の先住民の言語と教育の自決権と活性化権を承認している。
第13条
1. 先住民は歴史、言語、口述の伝統、哲学、筆記法及び文学を活性化し使用し発展させ未来の世代に移行し自身の名前を社会、土地、人々のために指名し保存する権利を有する。
2. 国家はこの権利が保護されることを保証し先住民が理解し解釈の提供などの適切な方法で必要な政治的、法的及び行政上の手続きで理解されることも保証する効果的な方法を採用する。—United Nations General Assembly、United Nations Declaration on the Rights of Indigenous Peoples、General Assembly on 13 September 2007
第14条
1. 先住民は教育と学習の文化的な方法に相応しい方法で自身の言語で教育する教育制度及び教育機関を創設し管理する権利を有する。
2. 先住民個人特に児童は差別なく国家のあらゆる段階及び形態の教育を受ける権利を有する。
3. 国家は先住民と協力して共同体の外で暮らす人々を含む先住民個人特に児童が可能なら自身の文化における教育を受け自身の言語で提供される教育を受けるために効果的な手法を採用する。—United Nations General Assembly、United Nations Declaration on the Rights of Indigenous Peoples、General Assembly on 13 September 2007
第16条
1. 先住民は自身の言語で自身のメディアを創設し差別なくあらゆる形態の非先住民メディアと接触する権利を有する。
2. 国家は国営メディアが適切に先住民の文化の多様性を反映することを保証する効果的な手法を採用する。完全な表現の自由を保障するために偏見なく国家は民間のメディアが十分に先住民の文化の多様性を反映することを促進すべきである。—United Nations General Assembly、United Nations Declaration on the Rights of Indigenous Peoples、General Assembly on 13 September 2007
国際労働機関の先住民と部族の会議（第169回）も先住民社会の言語権を承認し擁護している。
各地の先住民社会も先住民に焦点を当てた教育計画を作り学校での英語単言語化主義と戦う努力をしてきた。例えば1970年代に先住民のハワイ語が消滅しかけた。しかしこの社会は専らハワイ語で公的な学校のカリキュラムを教えることを提唱することでハワイ語を生き返らせられた。この努力はやがて1978年にハワイ語がハワイ州の公用語して復活することに繋がった。
同様の努力は地域の先住民がイテリメン語の保護を求めて戦うロシアのカムチャツカであった。イテリメン語の話者とカムチャツカの政府は学校での先住民の言語の導入のように数個の先住民言語開発計画を立ち上げた。加えてカムチャツカの政府はイテリメン語を先住民の言語コンテンツを放送しイテリメン社会のオンラインプラットフォームやアプリを通じてイテリメン語の歌を共有するマスメディアによりアクセスしやすくしてきている。
アリゾナ州ピーチスプリングスに拠点を置くフアラパイ二言語・二文化教育計画はアメリカ合衆国で最高の言語復活計画の一つとして認められてきた。この機関は言語学者アキラ・ヤマモトがフアラパイ語と文化を学び始めた1975年に設立された。ヤマモトは児童のためにフアラパイ語を保護する手助けをする資源を開発する願望に駆り立てられた。
第7権原の二言語教育法からの3年間の助成金を得てヤマモトはフアラパイ語の正書法や辞書、教材をどうにか作り上げた。コーディネーターはその他にも開発したカリキュラムや教育目標を評価するフアラパイの親や年長者からの貢献を求めた。機関の努力は地域と国家レベル双方で先住民の言語と話者に焦点を当てた計画の開発と発展を推し進めてきた。最も知られたところでこの努力はアメリカインディアン言語開発協会の創設と先住アメリカ人言語法の立案と可決に繋がった。

## 「宝のような言語」
「宝のような言語」という言葉は地元の使い方として侮蔑的とみなされたことから伝統言語や先住民の言語、「民族語」の代わりにニカラグアのラマ族により提案された言葉であった。この言葉は現在公共の説話行事の文脈でも使われている。
「宝のような言語」という言葉は将来に向けて母語の使用を維持しようという話者の願望に言及している。
宝物の観念は埋葬されほぼ失われたものの考え方に合致し再発見され現在目の前にあり共有されている。そして宝物という言葉も現在本当の価値を手にし他者に示せることを熱望し誇りに思うようになったラマ族に独占的に属するものの観念を呼び起こした。
従ってこの言葉は客観的な基準が得られる危機に瀕する言語や個人が有力な言語の方で流暢である言語にとって終末状態を表す伝統言語とは別個のものであるみなされる可能性がある。